# Zdeněk Jílek (sochař)
Zdeněk Jílek (26. března 1936 Praha – 2. března 2004 Obora) byl český sochař a keramik. Vystudoval Střední průmyslovou školu keramickou v Bechyni a poté pokračoval v roce 1954 na Vysokou školu uměleckoprůmyslovou v Praze, kde v roce 1960 úspěšně zakončil svá studia. Působil na Plzeňsku, kde se vedle vlastní činnosti (ateliérová tvorba i tvorba pro veřejný prostor) věnoval pedagogické činnosti na lidové škole umění v Plzni.

## Dílo ve veřejném prostoru
Mezi jeho realizace pro veřejný prostor patří:
- Keramické stěny umístěné na autobusovém nádraží Zvonařka v Brně, 1985[4]
- Pískovcová plastika Úroda stojící na křižovatce ulic Rybova a Nepomucká v Přešticích, 1982[5]
- Pískovcová plastika ženy s dítětem stojící před základní školou v Chudenicích z roku 1983[6]
- Abstraktní mramorová plastika Vzrůst stojící před obchodním centrem v ulici Na Dlouhých v Plzni, 1966[7] a kousek dál:
- Pískovcová plastika Radost stojící stojící u autobusové zastávky Ke Špitálskému lesu v Plzni, 1966[8]
- Pískovcová plastika Muž s knihou stojící před budovou základní školy Závěrečná v Tachově, 1974[9] a vedle ní Matka s děckem z r. 1975[10]
- Pískovcová plastika Píseň života stojící před domovem pro seniory v severočeském Jirkově, 1989[11]
- Keramický reliéf Moudro života umístěn na dvoře 31. základní školy v plzeňské čtvrti Lochotín, 1978[12]
- Keramický reliéf Západní Čechy na ústředním autobusovém nádraží v Plzni, 1982[13]

## Galerie

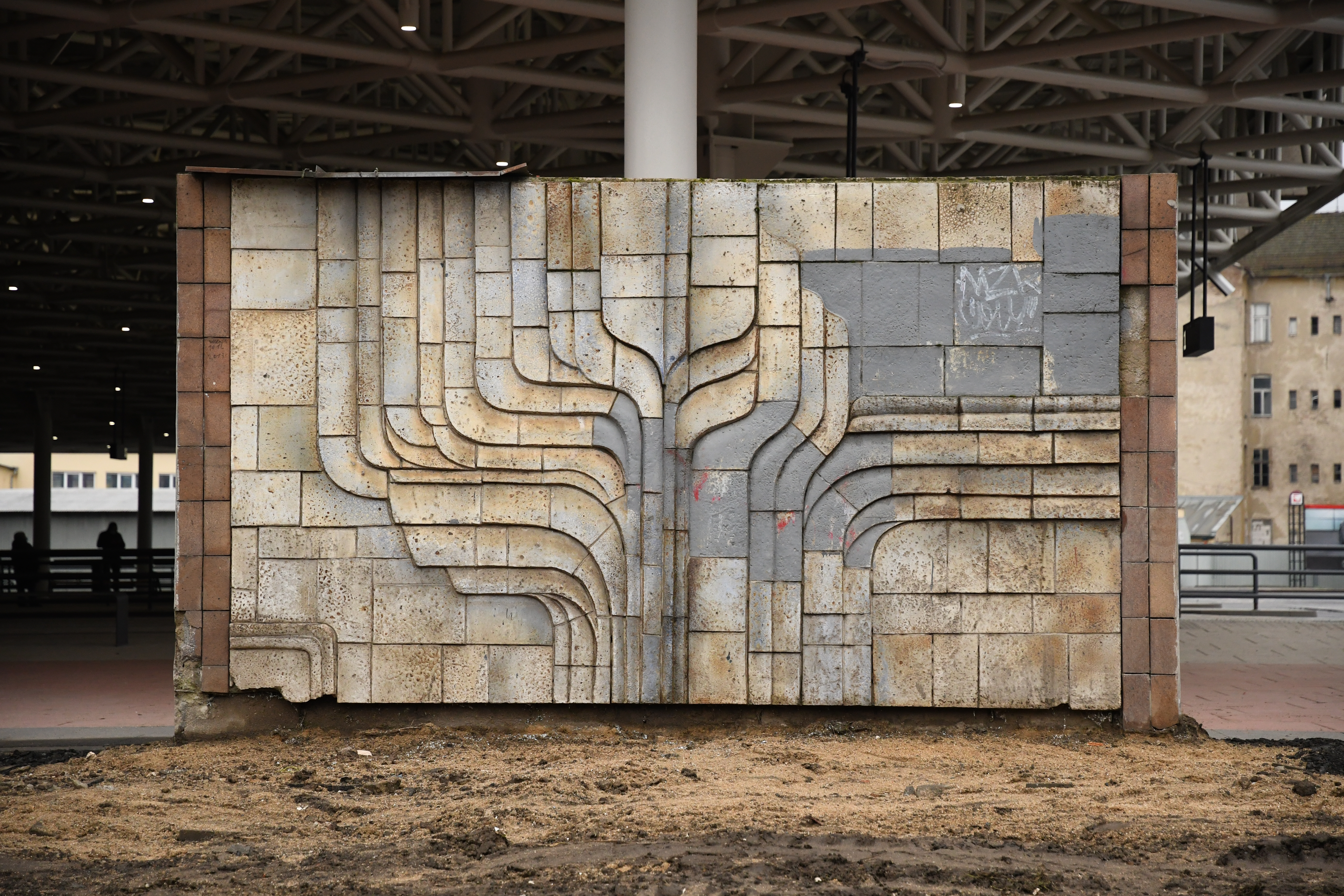
Keramická dekorativní stěna na autobusovém nádraží Zvonařka v Brně
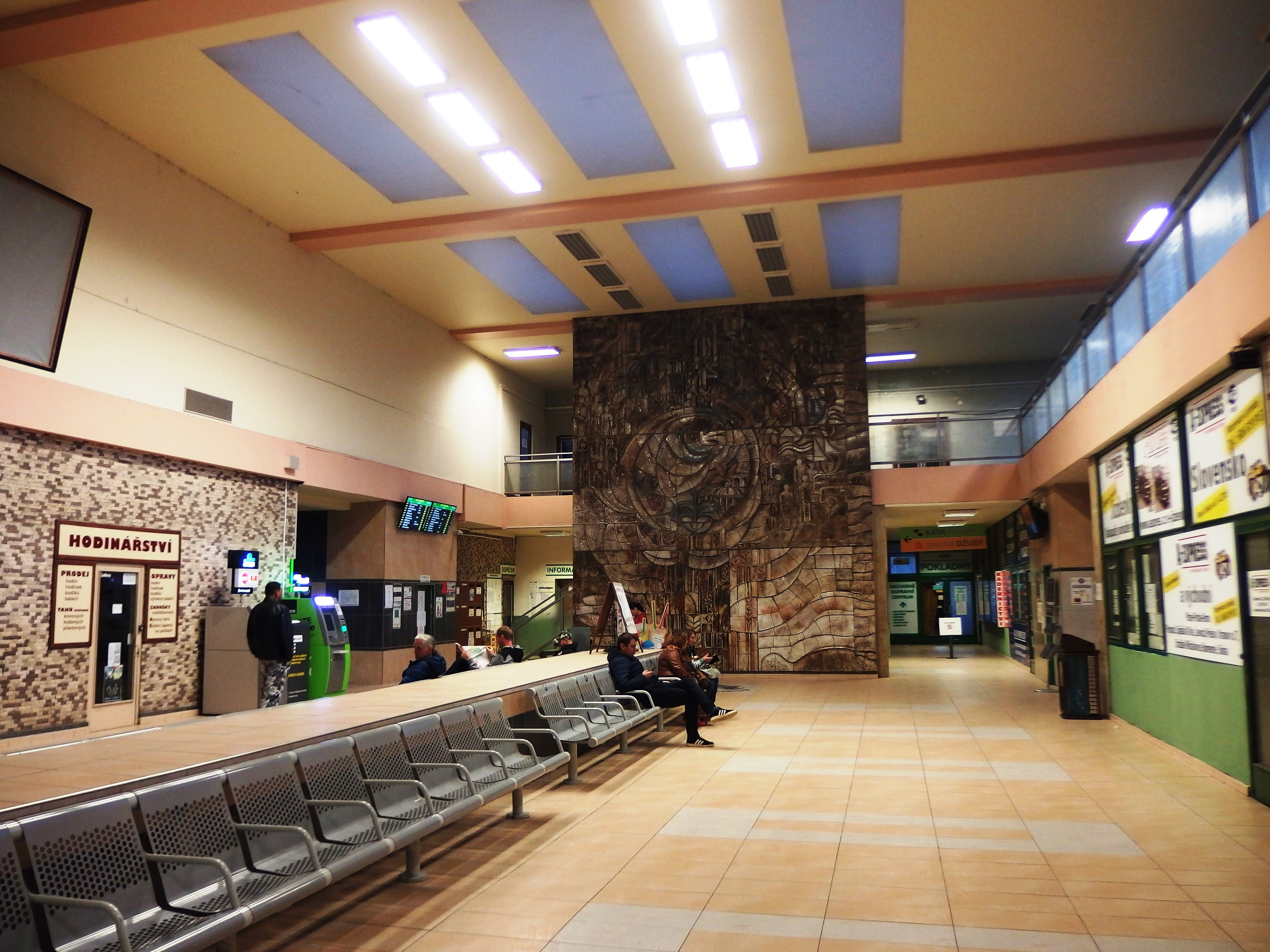
Keramická reliéfní stěna v čekárně na centrálním autobusovém nádraží v Plzni
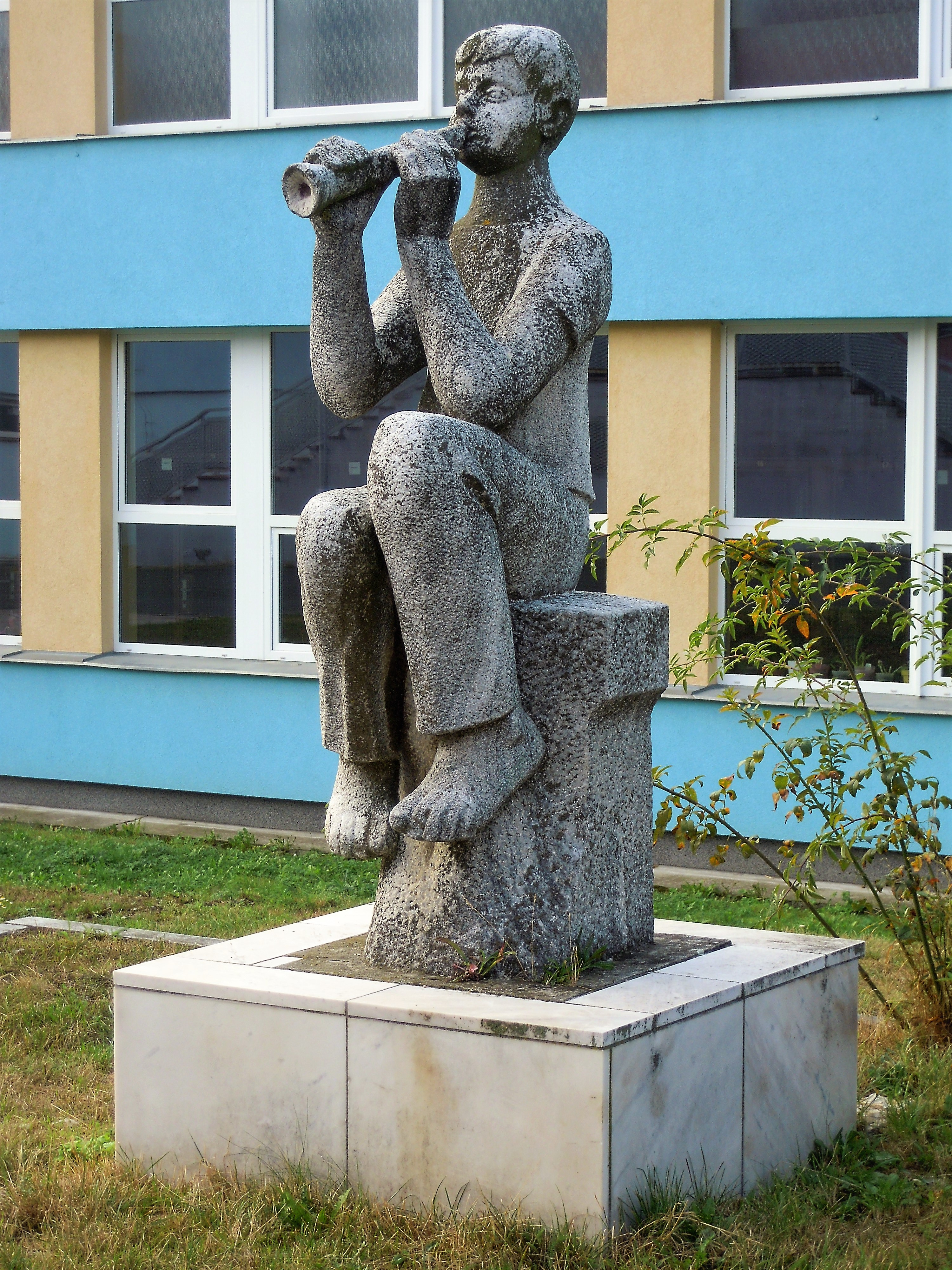
Kluk s píšťalkou, mramorová socha před budovou školy v Plzni
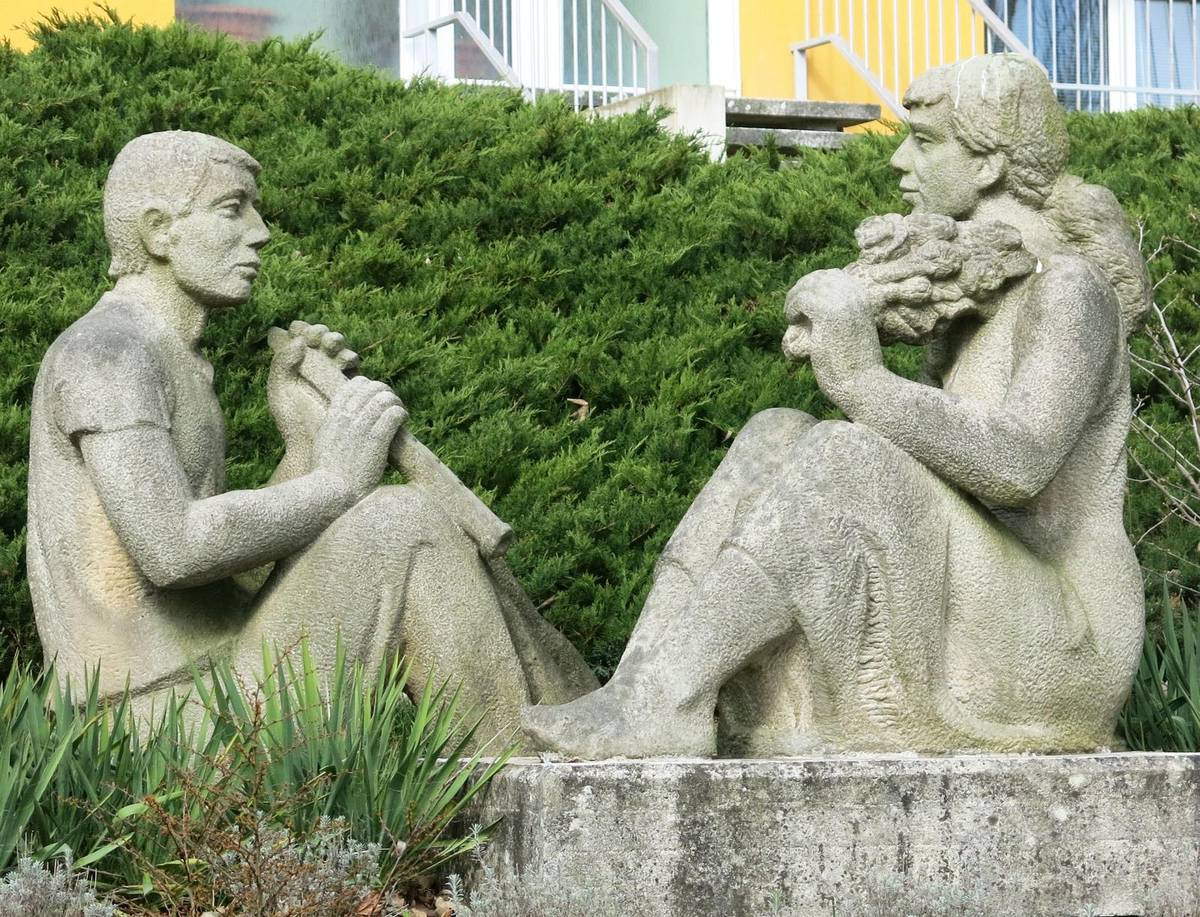
Sousoší Píseň života v severočeském Jirkově
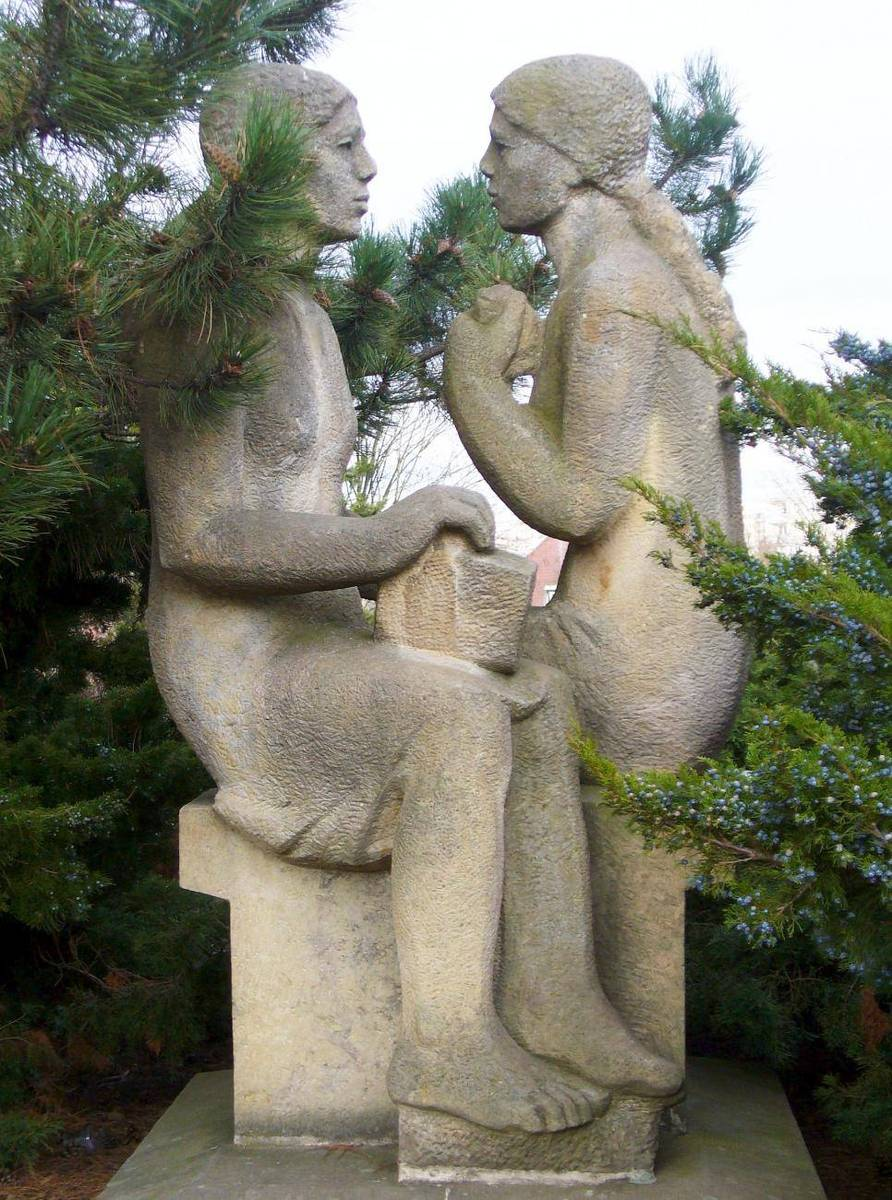
Sousoší Rozhovor na pražském Kamýku
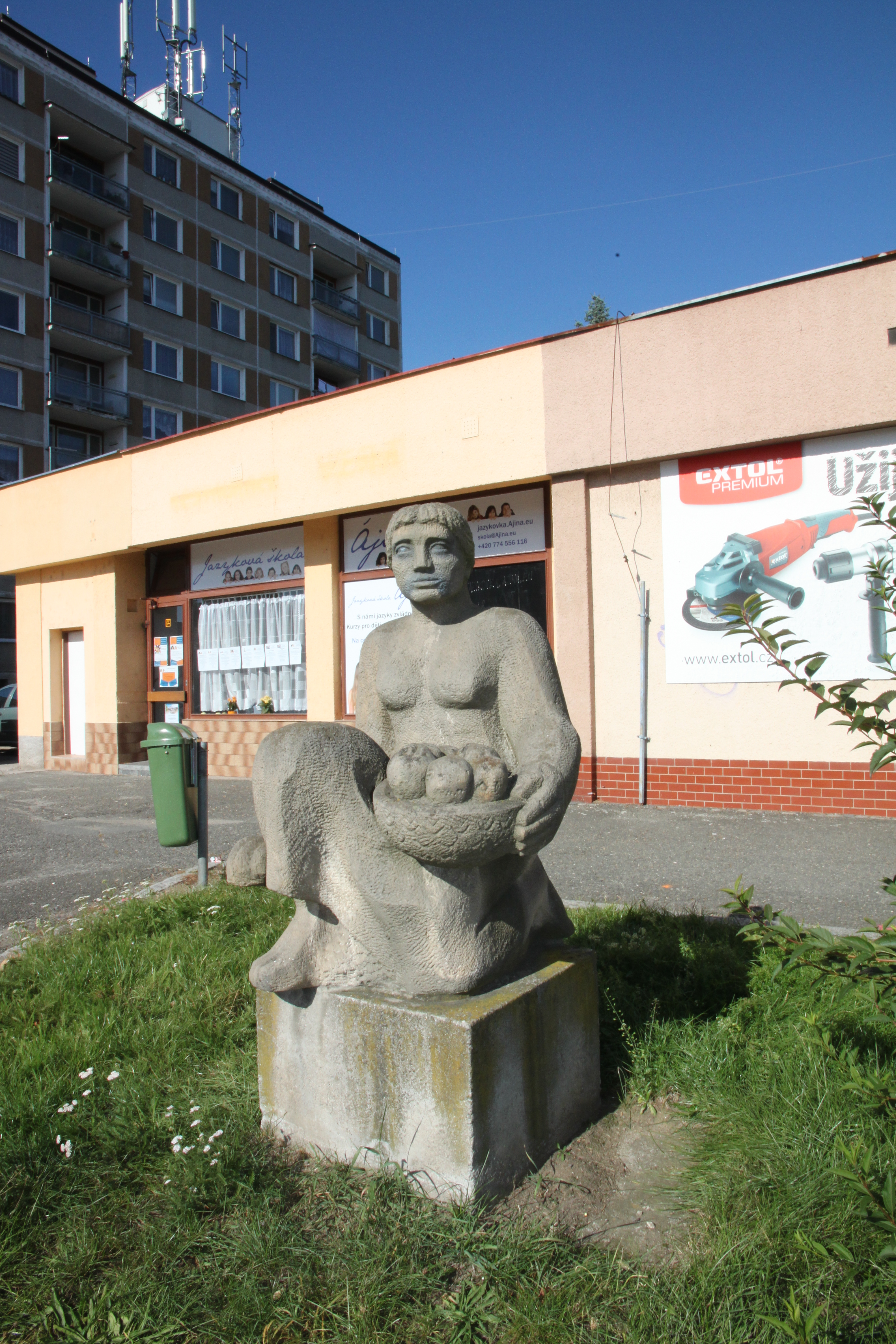
Plastika Úroda v Přešticích